# Astrid Nestvogel
Astrid Nestvogel (* 12. Mai 1950 in Königsmoor, Niedersachsen) ist eine deutsche Schauspielerin und Ärztin.

## Leben
Astrid Nestvogel absolvierte die Schauspielausbildung an der Staatlichen Hochschule für Musik und Theater Hannover. Ihr erstes Engagement als Schauspielerin bekam sie an den Städtischen Bühnen Dortmund, es folgten Engagements am Staatstheater Kassel, dem Schleswig-Holsteinischen Landestheater und den Hamburger Kammerspielen.
Während sie noch in verschiedenen Fernsehproduktionen spielte, begann sie an der Universität Hamburg ein Medizinstudium. Dort erhielt sie ihre erste Stelle als Assistenzärztin in der Chirurgie. Nach der Promotion arbeitete sie in der Wiegmann Klinik (Berlin), sowie in der Theodor Wenzel Klinik (Berlin) in der Inneren Medizin, Psychiatrie und Psychotherapie. Sie ist heute in Berlin-Steglitz als Fachärztin für Psychosomatische Medizin in eigener Praxis tätig. Im Fernsehen hatte sie Auftritte als Ärztin bei RTL I&II, TV Berlin u. a. zu folgenden Themen: Mobbing, das Unbewusste, Hypnose, Sprachstörungen, Phantasiegestalten. Sie arbeitete in der psychischen Betreuung bei live übertragenen Täter-Opfer Gegenüberstellungen.

## Filmografie (Auswahl)
- 1977: Pariser Geschichten (Folge: Die Rabenjagd)
- 1977: ZDF Sonntagskonzert (in der Rolle der Donna Elvira aus Don Giovanni)
- 1978: Diener und andere Herren. Geschichten aus Irland
- 1978: Gesucht wird … (Fernsehserie)
- 1978: Kläger und Beklagte (Fernsehserie)
- 1979: St. Pauli-Landungsbrücken (Fernsehserie) (Folge: Der Italiener)
- 1980: Onkel Bräsig (Folge: Erzieherinnen)
- 1980: I. O. B. – Spezialauftrag (Fernsehserie)
- 1980: Grenzfälle
- 1981: Der Fuchs von Övelgönne (Folge: Insel der Angst) (Fernsehserie)
- 1982: Tatort – Wat Recht is, mutt Recht bliewen
- 1983: Das Teufelsmoor (Folge: 1900 – Georg Kehdings Ehrgeiz)
- 1983: Der blinde Richter (Folge: In Sachen Cannicot)
- 1984: Tegtmeier (Fernsehserie)

## Weitere Auftritte
- 1976: Winnetou I Karl-May-Spiele Bad Segeberg (in der Rolle der Kliuna-ai)[1]